# Roodkeelbekarde
De roodkeelbekarde (Pachyramphus minor) is een zangvogel uit de familie Cotingidae (Cotinga's).

## Verspreiding en leefgebied
Deze soort komt voor in het Amazonegebied.

## Status
De grootte van de populatie is niet gekwantificeerd maar de soort wordt omschreven als schaars. Op de Rode lijst van de IUCN heeft deze soort de status niet bedreigd.